# Vlkov (district de Náchod)
Pour les articles homonymes, voir Vlkov.
Vlkov (en allemand : Wilkau) est une commune du district de Náchod, dans la région de Hradec Králové, en Tchéquie. Sa population s'élevait à 391 habitants en 2022.

## Géographie
Vlkov se trouve à 6 km au sud-sud-ouest de Jaroměř, à 13 km au nord-nord-est de Hradec Králové, à 23 km au sud-ouest de Náchod et à 108 km à l'est-nord-est de Prague.
La commune est limitée par Rasošky au nord et au nord-est, par Smržov au sud-est et au sud, et par Smiřice, Černožice et Jaroměř à l'ouest.

## Histoire
La première mention écrite de la localité date de 1546.

## Transports
Par la route, Vlkov se trouve à 14 km de Hradec Králové, à 27 km de Náchod, et à 130 km de Prague. 